# گرس بلیی (قایق دو دگلی)
گرس بلیی (قایق دو دگلی) (به انگلیسی: Grace Bailey (schooner)) یک کشتی است که طول آن ۱۱۸ فوت (۳۶ متر) می‌باشد.